# Aulonocranus dewindti
Рід Aulonocranus складається з єдиного виду риб родини цихлові — Aulonocranus dewindti (Boulenger 1899) 